# بالموچیا
بالموچیا (به ایتالیایی: Balmuccia) یک کومونه در ایتالیا است که در استان ورسلی واقع شده‌است.

## خصوصیات
بالموچیا ۱۰٫۲ کیلومترمربع مساحت و ۹۴ نفر جمعیت دارد.